# Forcall
Forcall es un municipio de la Comunidad Valenciana, España. Perteneciente a la provincia de Castellón, en la comarca de Los Puertos de Morella.

## Geografía

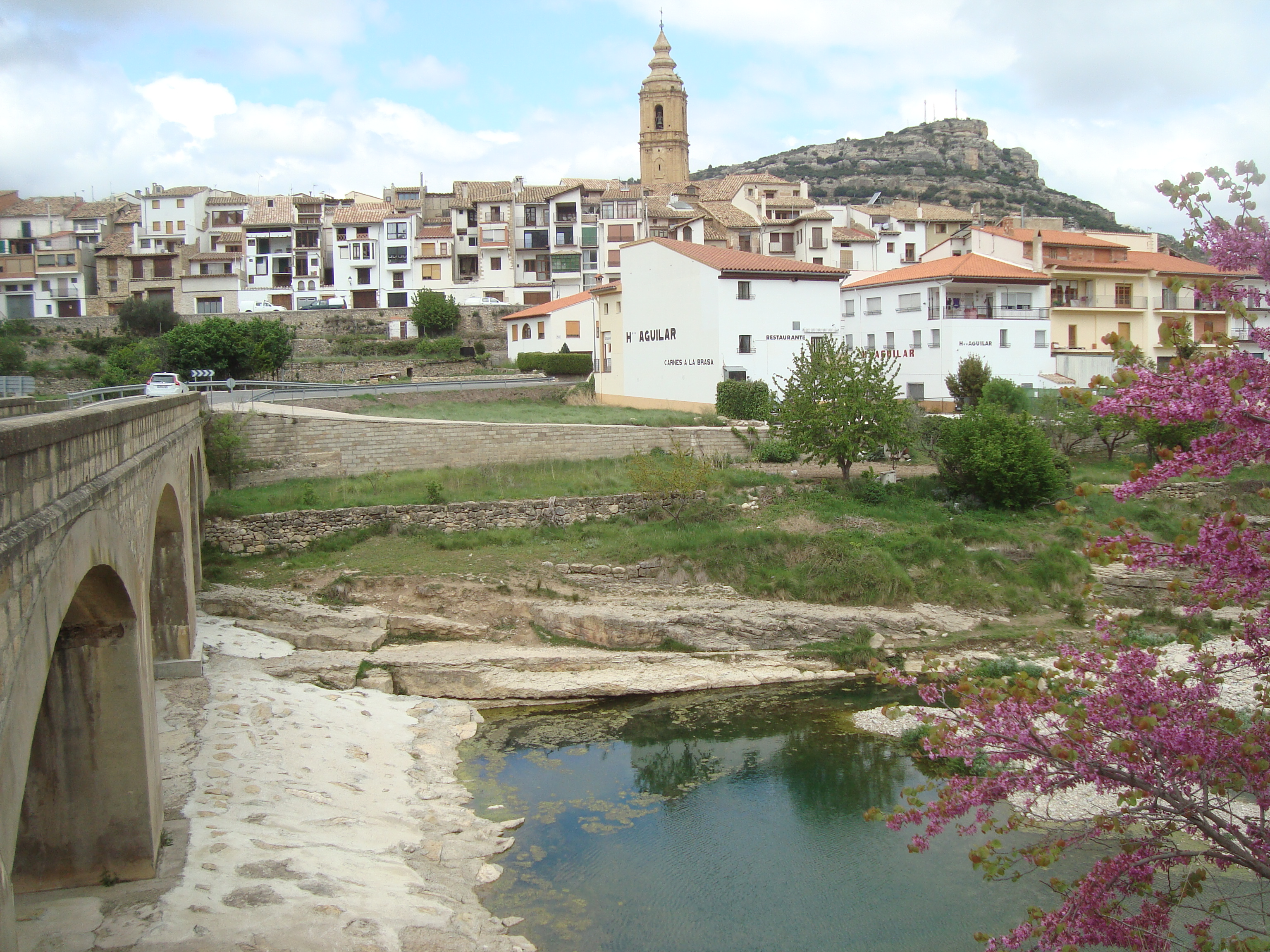
Forcall (Castellón)

Situado en una comarca montañosa, su nombre probablemente proviene de la horca que forman los ríos (Bergantes, Cantavieja y Caldés) de ellos, el más caudaloso es el río Cantavieja, aunque una parte del año estén secos superficialmente.El clima es continental con suaves temperaturas en las noches de verano.
Desde Castellón de la Plana se accede a esta localidad a través de la CV-151, tomando luego la CV-10 para acceder a la CV-15, posteriormente se toma la CV-12 para finalizar en la CV-124.

### Localidades limítrofes
Palanques, Villores, Morella, Cinctorres y Todolella, todas ellas en la provincia de Castellón y Luco de Bordón en la provincia de Teruel.

## Historia
Numerosos hallazgos arqueológicos, testimonian la presencia de poblados prehistóricos en la zona, pero sin duda uno de los puntos arqueológicos más interesantes de la provincia de Castellón lo constituye la "Moleta dels Frares o de Liborio", probablemente la "Res Publica Lesserensis" de Ptolomeo, núcleo de población íbero-romano estratégico en las comunicaciones entre el Mediterráneo y el valle del Ebro. Se descubrió en 1876 (gracias a que los habitantes de la masía insistieron en que visitara la Moleta el catedrático D. Nicolás Ferrer Julve, que a la sazón se encontraba en Forcall). Las investigaciones realizadas desde entonces parecen demostrar una continuidad en su población desde la Edad de Hierro hasta la época tardoromana. Es evidente que fue un núcleo importante en la época romana, y es el único yacimiento de este periodo entre Sagunt y Tortosa. Identificada con la ciudad romana de Lesera. De sus elementos fortificados destaca la muralla que protegía la ciudad, una buena parte de la cual se conserva en la zona de entrada.

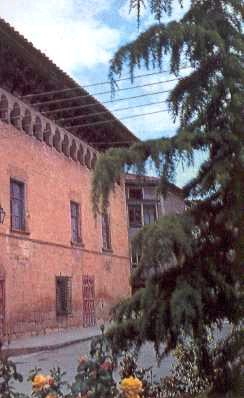
Palacio Miró-Osset

Más tarde, estos pobladores se esparcirían por el término en lugares que como el "Podio Albo" o "Puig-Blanch" (en clara referencia al Forcall de hoy) aparecen en documentos del siglo XIII. Es en este mismo siglo (2 de mayo de 1246) cuando el infante Don Pedro de Portugal, en nombre de Jaime I otorga la Carta Puebla.
Fue una de las tradicionales aldeas de Morella y, por tanto, señorío de Blasco de Alagón en los años inmediatos a la conquista.
El 2 de febrero de 1463, los vecinos de Forcall, capitaneados por Miguel Balaguer, levantan bandera contra el rey D. Juan II de Aragón y en favor de los catalanes, en la conocida cómo Guerra Civil Catalana. Rebelats se los llamaba en el país, siguiendo después el movimiento todos los pueblos del Maestrazgo, a excepción de Morella y San Mateo, que permanecieron fieles al rey.
Durante el conflicto por la sucesión del rey Martín el Humano, Forcall encabezó, como en otras muchas ocasiones, la oposición de las aldeas frente a Morella.
"Según el cronista Zurita, el virrey Bellera tomó Vilafamés, degolló a un bastardo de los Riu-sec alias Centelles, y ahorcó al baile de Castellón por sedición; Joan de Vilaragut se hizo con Forcall e inició el saqueo de la comarca para presionar a Morella; si bien Pedro Ñúñez de Guzmán, capitán de las tropas castellanas, reforzó la capital del maestrazgo uniéndose a los Centelles y a sus defensores".
Alcanzó su autonomía municipal en 1691 de manos del rey Carlos II. Fue zona de actuación carlista durante el siglo XIX.
Forcall, pueblo de acusada personalidad y centro geográfico de la comarca y de los pueblos vecinos de Aragón, vivió días de pujanza que todavía hoy podemos recrear paseando por sus calles y plazas.

## Demografía
Forcall cuenta con una población de 477 habitantes (INE 2024).
| Gráfica de evolución demográfica de Forcall entre 1842 y 2021                                                                                                |
| |
| Población de derecho según los censos de población del INE Población de hecho según los censos de población del INEEn este censo se denominaba Forcal: 1842. |

## Economía

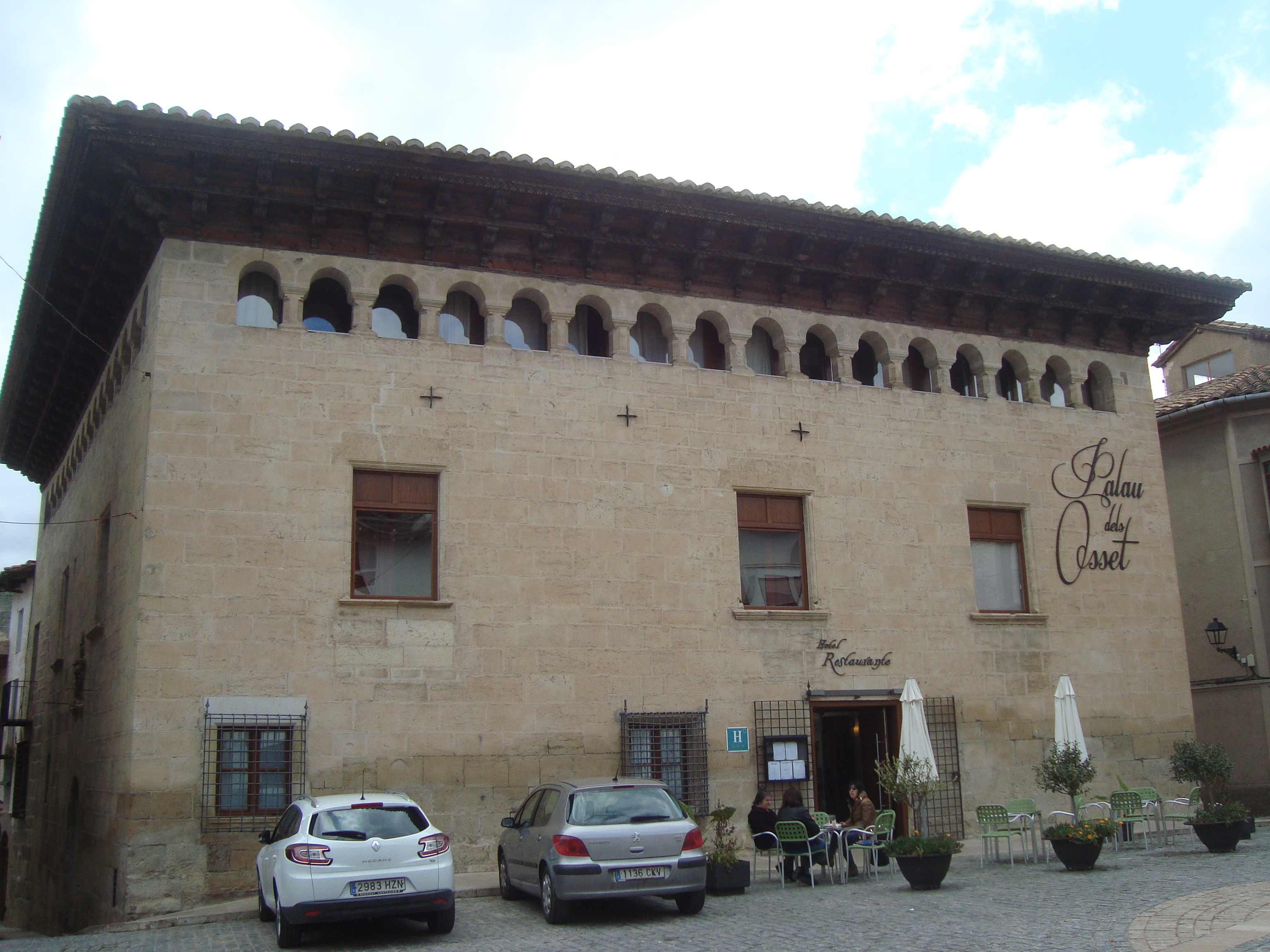
Palacio de los Osset (Forcall).

La principal actividad económica, al igual que en otras localidades de interior, es la agricultura y la ganadería. En los últimos años y dada la importancia que cada vez más va adquiriendo el turismo de interior, ha habido un incremento de las actividades de restauración y hosteleras. 

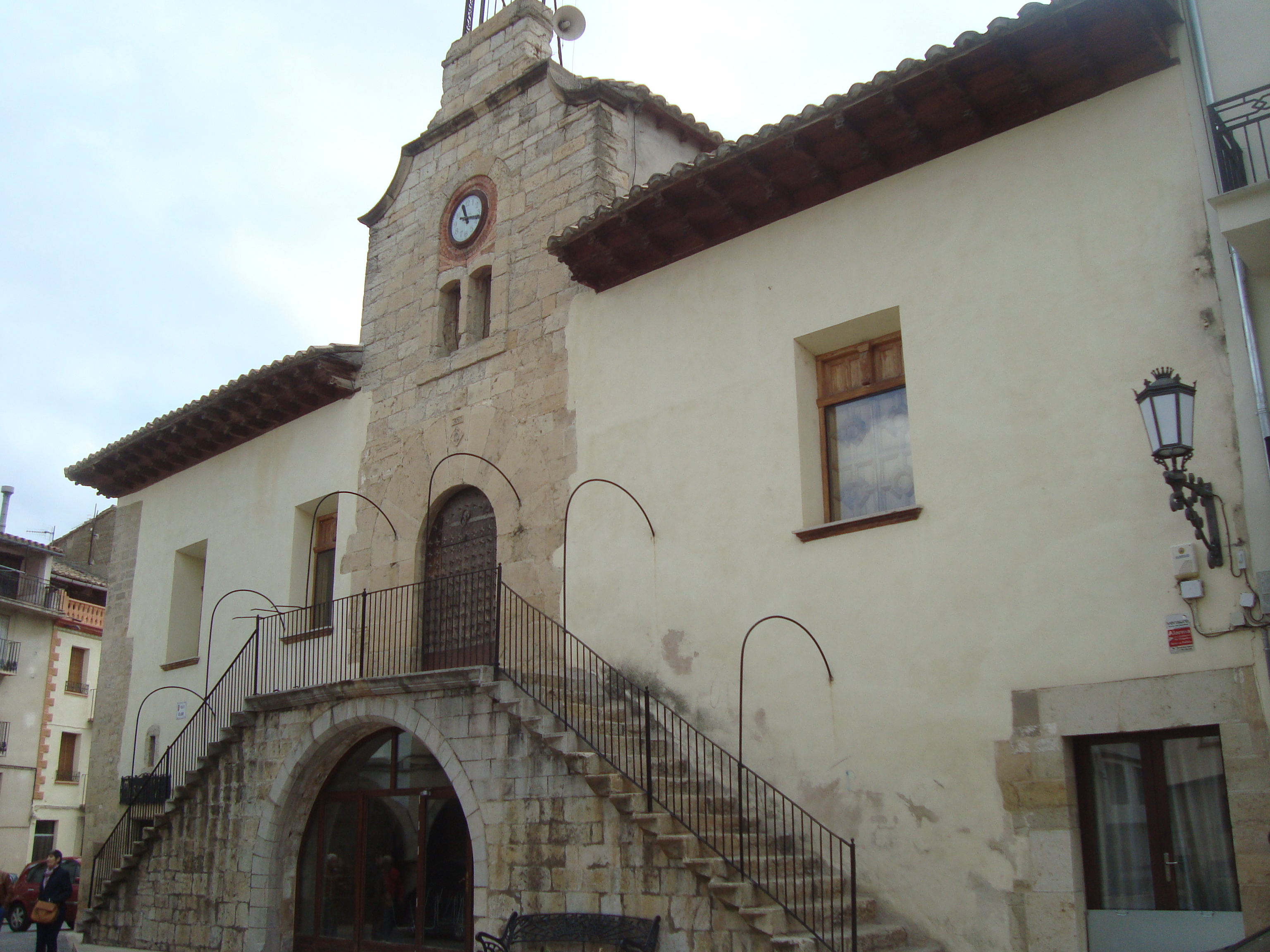
Palau de les Escaletes (Forcall).

## Administración y política
| Periodo   | Nombre                   | Partido   |
| --------- | ------------------------ | --------- |
| 1979-1983 | Joaquín Guarch           | UCD       |
| 1983-1987 | Amadeo Viñals            | AP        |
| 1987-1991 | Manuel Monfort           | PSPV-PSOE |
| 1991-1995 | Manuel Monfort           | PSPV-PSOE |
| 1995-1999 | Manuel Monfort           | PSPV-PSOE |
| 1999-2003 | Manuel Monfort           | PSPV-PSOE |
| 2003-2007 | Santiago Pérez Peñarroya | PSPV-PSOE |
| 2007-2011 | Santiago Pérez Peñarroya | PSPV-PSOE |
| 2011-2015 | Santiago Pérez Peñarroya | PSPV-PSOE |
| 2015-2019 | Santiago Pérez Peñarroya | PSPV-PSOE |
| 2019-2023 | Santiago Pérez Peñarroya | PSPV-PSOE |

## Patrimonio

### Religioso

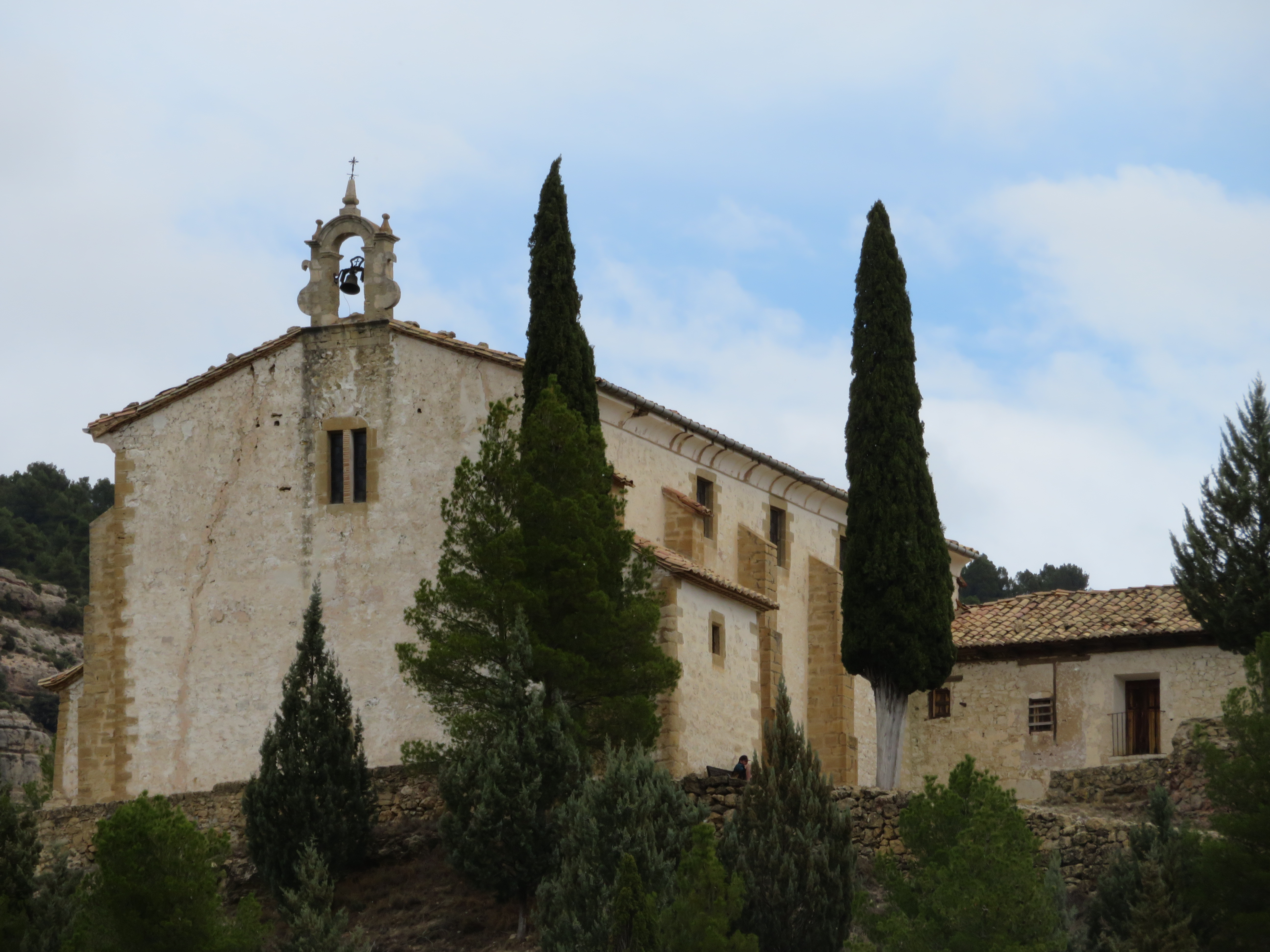
Ermita de la Consolación de Forcall.

- Ermita de la Consolación de Forcall.Ermita de la Virgen de la Consolación. Edificio de interés arquitectónico.

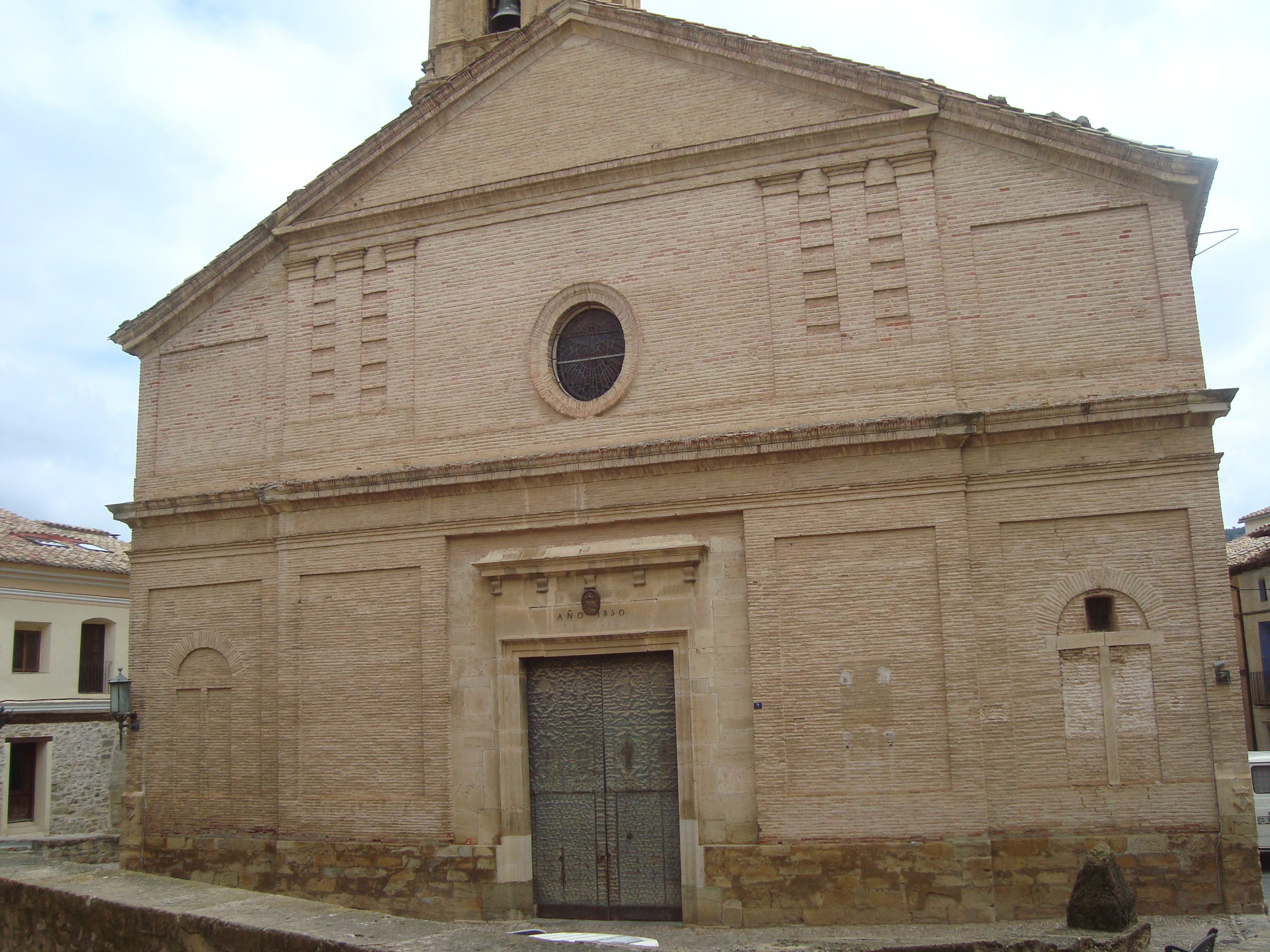
Parroquia de Ntra. Sra. de la Asunción (Forcall)

- Iglesia Parroquial. Es ochocentista, aunque se destruyó la primitiva iglesia gótica del XIII. Conserva elementos bellísimos del antiguo edificio, como el ábside, algunos ventanales, gárgolas y un magnífico rosetón. En su interior son muy interesantes las pinturas al fresco de Juan Francisco Cruella, dedicadas a la titular de la parroquia Ntra. Sra. de la Asunción. De entre la sobriedad del conjunto exterior resalta airoso el campanario de línea barroca, de 55 m de altura.

### Civil
- Moleta dels Frares. Ciudad amurallada ibero-romana.

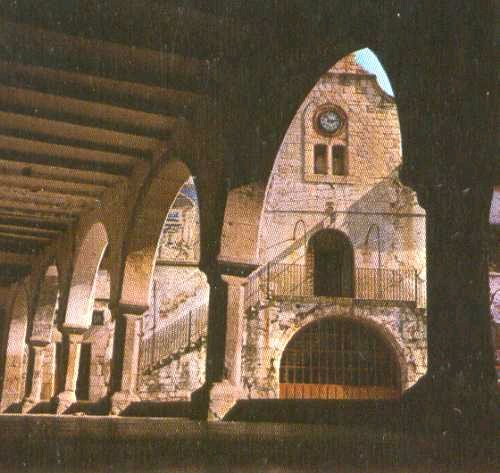
Plaza Mayor

- Plaza Mayor. (siglo XVI) El más significativo de Forcall. Un interesante conjunto monumental, tanto por sus dimensiones, como por su estructura porticada con soportales formados por arcos de medio punto y sus casas palacio de entre las que destacan la Casa de la Vila, antiguo almudín y actual Ayuntamiento, original edificio (siglos XVI-XVII) en cuya fachada sobresale una doble escalera voladiza, sobre arco de medio punto, única en la Comunidad Valenciana, y que alberga en su planta baja la antigua Iglesia de San Miguel (siglo XV) y el actual Mesón de la Vila.Palacio Miró-Osset.

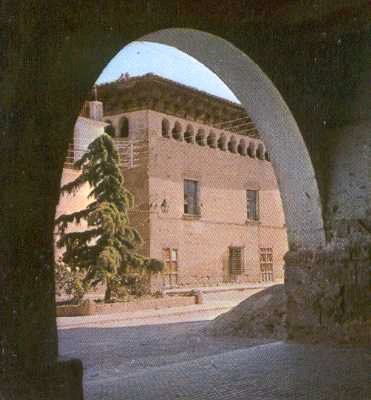
Palacio Miró-Osset.

- Palacio de Osset-Miró. (siglo XVI). Estupendo ejemplar del siglo XVI, con artístico alero de talla, puertas y artesanados interiores.
- Casa-Palacio de los Miró (Forcall).
- Además hay que destacar la existencia de los restos de caseríos, dispersos geográficamente por el término municipal, que se fueron abandonando, dejando parte de sus construcciones, como la torre que elevaban para la vigilancia y protección del caserío, de importancia artística considerable y que actualmente están catalogadas como Bien de Interés Cultural, como es el caso de la Torre de Dionisio.[6]

Son interesantes también las casas solariegas de los Fort, Maçaners, Berga, así como el Forn de la Vila (siglo XIII), el horno más antiguo de Europa en funcionamiento, y el conjunto de San José y el Calvario, el más monumental de la provincia.

## Lugares de interés

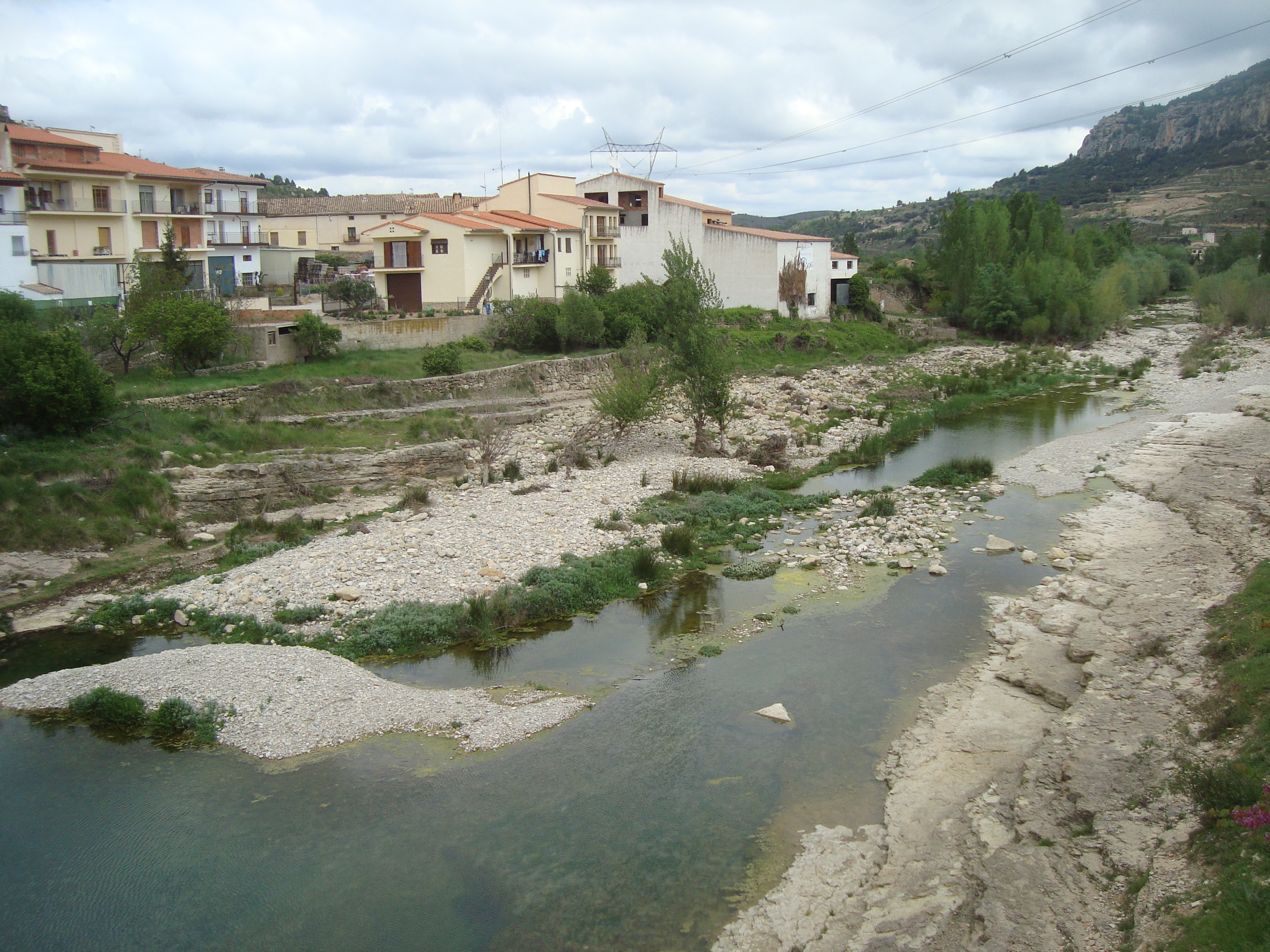
Río Caldes.

La presencia de cauces de agua permite que las tierras de Forcall sean pródigas en fuentes rodeadas por hermosos parajes. Así en el curso del río Caldes encontramos la fuente de Santa Ana o de la Salud (con propiedades minero - medicinales con referencias desde el año 1649), les Fontetes, la Felipeta, del Om y la Panera.
En el río Cantavieja podemos llegar a las fuentes de la Vila y los lavaderos, de la Escuriola y la Picolicha. Por su parte el Bergantes tomará aguas de las fuentes del Roure y de la Teula. Mientras, en el centro del pueblo, está la fuente del Convento.

## Fiestas locales
- San Antonio Abad. Es esta una de las fiestas más interesantes de toda la Comunidad Valenciana por su antigüedad y peculiar idiosincrasia, que se celebra sobre el 17 de enero. La fiesta es una manifestación profano-religiosa que ha sabido conservar la tradición en sus numerosos actos, entre los que sobresalen la "Plantá del Mayo", la "Vida del Santo", la "Santantonà", la "Cremà de la Barraca" y "Els Botets".
- Fiestas patronales. Se celebran desde el último fin de semana de agosto hasta el primero de septiembre en honor de San Víctor y de Ntra. Sra. De la Consolación. En estas fiestas son famosos sus "toros embolados","vaquillas", "coetà", "cercaviles" y las procesiones en las que las danzas de los "Dansants", "Bastonets", "Varetes", "Gitanetes" y "Llauradors", al son de la "dulzaina y el tabalet", les dan un aire original y único. Son seguidas desde muchos sitios del mundo, cada año recibe gente de países lejanos, es un pueblo que gusta por el ambiente que tiene, en fiestas sobre todo.

## Personas notables
- Gabriel Roselló de la Torre. Sabio y diplomático arcipreste de Morella desde 1672 hasta 1716. El asesinato de su padre a una corta edad, la muerte de su madre a punto de cumplir 16 años y un grave accidente sufrido por dos de sus familiares producido por un rayo constándoles la vida, confirió a este forcallano ilustre un carácter especial.

Propietario de la masía Torre Selló o Torre Roselló. Lo primero que atrae la atención de dicha masía es la Capilla que hizo erigir su dueño y arcipreste el año 1697, como se indica en la clave del arco de su puerta, junto con el anagrama de María. A ella estaba dedicada la Capilla, en el misterio de la Anunciación y Encarnación, según documentos procedentes del Archivo de Forcall (manuscrito de 1919 y arreglo parroquial de 1854). 
Su severa fachada, con grandes y bien labrados sillares, adosada casi a las estancias de la Torre, confiere a ésta un carácter señorial. El recinto de la Capilla, de reducidas dimensiones, sirve hoy de almacén. Todavía se conserva en su lugar y en buen estado el marco barroco del lienzo que debió presidir el retablo del altar.
- Víctor Amela (Barcelona, 1960 - Presente): periodista y escritor. Vinculado al pueblo de Forcall, donde nació su abuelo.
- José Peñarroya Peñarroya: Historietista y dibujante.

Nació en este pueblo (Forcall) en 1910 y fue un historietista español de la llamada "Escuela Bruguera", creador de célebres personajes como Don Pío o Gordito Relleno. Se le considera uno de los cinco grandes de la editorial Bruguera en los años 50, junto a Cifré, Conti, Escobar y Giner. En 1947 comenzó a colaborar con la Editorial Bruguera, para la que creó series como Don Pío,Gordito Relleno, Don Berrinche, Pepe el Hincha o Pitagorín, protagonizada por un niño superdotado y que ha quedado en el imaginario colectivo a la hora de llamar por un mote a este tipo de niños. Colaboró en varias revistas de la editorial, sobre todo Pulgarcito y El DDT. Junto a sus colaboraciones con la Editorial Bruguera, Peñarroya también dibujó en otras publicaciones, como Dicen, Patufet o Don José. En los 70, para Terror Fantastic, Peñarroya creó a Draculino.
Falleció en Barcelona en 1975.